# FK 제문
FK 제문(세르비아어: Фудбалски клуб Земун / Fudbalski klub Zemun)은 베오그라드의 제문을 연고로 하는 세르비아의 축구 클럽이다. 현재는 세르비아의 2부 축구 리그인 세르비아 프르바리가에 참가하고 있다.

## 선수 명단

### 현역
참고: FIFA 자격 규정에 따라 소속된 국가대표팀 국기를 표시합니다. 선수는 복수의 FIFA 비회원국 국적을 가지고 있을 수 있습니다.
| 번호 | 포지션 | 국적 | 이름 |
| ---- | ------ | ---- | ---- |

| 번호 | 포지션 | 국적 | 이름 |
| ---- | ------ | ---- | ---- |

## 역대 감독
| 감독                | 임기        |
| ------------------- | ----------- |
| 라토미르 두이코비치 | 1984 ~ 1985 |
| 스체판 보베크       | 불명        |

틀:FK 제문 감독